# Le Dilemme du docteur (théâtre)
Pour les articles homonymes, voir Le Dilemme du docteur.
The Doctor's Dilemma est une pièce de George Bernard Shaw mise en scène pour la première fois en 1906. Il s'agit d'un jeu de problèmes sur les dilemmes moraux créés par des ressources médicales limitées et les conflits entre les exigences de la médecine privée en tant qu'entreprise et vocation.

## Personnages
Rôles et distribution originale, dans la mise en scène du Royal Court Theatre à partir du lundi 31 décembre 1906 :
- M. Danby : Lewis Casson
- Sir Patrick Cullen : William Farren junior
- Louis Dubedat : Harley Granville-Barker
- Emmy : Claire Greet
- Dr Blenkinsop : Edmund Gurney
- Minnie Tinwell : Mary Hamilton
- Coutelier Walpole : James Hearn
- Sir Ralph Bloomfield Bonington : Eric Lewis
- Le vendeur de journaux : Trevor Lowe (Jules Shaw)
- Un serveur : Percy Marmont
- Jennifer Dubedat : Lillah McCarthy
- Redpenny : Norman Page
- Leo Schutzmacher : Michael Sherbrooke
- Sir Colenso Ridgeon : Ben Webster

## Synopsis

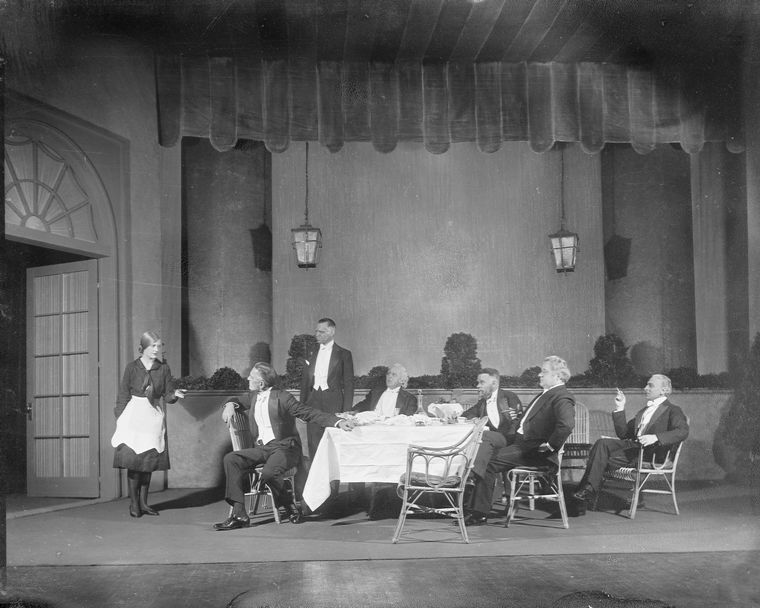
Photographie de scène conçue par Jo Mielziner pour le dilemme du docteur de George Bernard Shaw, 1927

Le dilemme de la pièce est celui du docteur Colenso Ridgeon récemment primé pour avoir mis au point un nouveau remède révolutionnaire contre la tuberculose. Cependant, son cabinet médical privé, avec un personnel et des ressources limités, ne peut traiter que dix patients à la fois. Sur un groupe de cinquante patients, il en a sélectionné dix qu'il croit pouvoir guérir et qui, selon lui, méritent le plus d'être sauvés. Cependant, lorsqu'il est approché par une jeune femme, Jennifer Dubedat, dont le mari est  mortellement malade, Louis Dubedat, il admet qu'il peut, d'un coup, sauver un patient de plus, mais qu'il faut montrer que l'individu en question est le plus digne d'être sauvé. Cependant, la situation se complique lorsqu'un vieil ami et collègue révèle, lui aussi, qu'il a besoin d'un traitement. Sir Colenso doit choisir quel patient il sauvera: un pauvre collègue médical aimable et altruiste, ou un jeune artiste extrêmement doué mais aussi très désagréable, coureur de jupons, bigame et amoral. Sir Colenso tombe instantanément amoureux de la jeune et vive Mme Dubedat, ce qui rend encore plus difficile pour le médecin de voir clair en ses motivations quant à la décision de qui vivra.

## Préface
La préface de la pièce - typiquement, aussi longtemps que le drame lui-même - est une vaste tirade contre les professions, et en particulier le corps médical, comme étant excessivement donné aux protestations du bien public et à la poursuite réelle de l'intérêt privé. En tant que membre fondateur du mouvement Fabian en 1884, Shaw - qui avait abandonné ses études et, autour de ses vingt ans, avait utilisé la British Library pour réaliser un vaste programme d'auto-éducation et était actif dans la politique locale dans le quartier défavorisé de St Pancras à Londres - était un critique passionné des énormes disparités entre les riches et les pauvres, et sa combinaison unique d'intellect prodigieux et de connaissances panoramiques signifiait qu'il était rarement intimidé dans sa mission d'équité et de vérité (une partie substantielle de la préface, cependant, est donnée à une harangue scintillante contre la vivisection). Au moment de cette pièce, il était un dramaturge très réussi, avec des œuvres telles que Man and Superman et Major Barbara jouissant d'une renommée internationale. Le dilemme du docteur est considéré comme la plus grande satire sur la profession médicale depuis Molière du Malade Imaginaire.
Shaw attribue à Almroth Wright la source de ses informations sur la science médicale: «Il sera évident pour tous les experts que ma pièce n'aurait pas pu être écrite sans le travail effectué par Sir Alm [r] oth Wright sur la théorie et la pratique de la sécurisation immunisation contre les maladies bactériennes par l'inoculation de vaccins faits de leurs propres bactéries. Cette remarque est typiquement ironique. Wright a été fait chevalier peu de temps avant l'écriture de cette pièce, et Shaw se méfiait de la haute réputation de Wright (ce dernier était également connu sous le surnom de Sir Almost Right). Les deux hommes se sont rencontrés en 1905 et se sont engagés dans une longue série de discussions robustes, impliquant à un moment donné le défi du public médical selon lequel ils avaient déjà «trop de patients entre les mains». La réponse de Shaw a été de demander ce qui serait fait s'il y avait plus de demande de la part des patients que ce qui pourrait être satisfait, et Wright a répondu: "Nous devrions avoir à considérer quelle vie valait la peine d'être sauvée." Cela est devenu le «dilemme» de la pièce.
La préface mentionne qu'il existe un autre dilemme: les médecins pauvres sont facilement tentés d'effectuer des opérations ou des traitements coûteux mais inutiles (et dans le meilleur des cas inoffensifs) sur leurs patients à des fins personnelles. «Ne pourrais-je pas faire un meilleur usage d'une poche de guinées que cet homme fait de sa jambe? Cela aurait été inspiré par le comportement d'un éminent spécialiste du nez et de la gorge d'oreille à Londres qui avait mis au point une opération simple et presque inoffensive pour retirer la luette, ce qui n'a pas profité à ses patients mais a fait gagner beaucoup d'argent au chirurgien.

## Importance
La pièce mentionne également (à l'époque) de nouveaux développements dans la théorie des germes de la maladie, à savoir les opsonines, et incluait des points de vue socialistes et anti-vivisectionnistes.
Le thème de la pièce reste d'actualité: à tout moment, il y aura des traitements si rares ou si coûteux que certaines personnes pourront les avoir tandis que d'autres ne le pourront pas. Qui doit décider et sur quels motifs la décision doit-elle être prise?
On prétend parfois qu'un effet secondaire inattendu du succès de la pièce a été d'augmenter considérablement la popularité du prénom « Jennifer » (le nom de la principale protagoniste féminine) dans le monde anglophone. Cependant, les statistiques du gouvernement britannique (couvrant l'Angleterre et le Pays de Galles) montrent que le nom «Jennifer» est entré pour la première fois dans le top 100 des prénoms les plus couramment utilisés pour les bébés filles en 1934, soit 28 ans après la création de la pièce. De même, le nom n'est entré dans les 1000 premiers noms des filles américaines nouveau-nées avant 1938.

## Informations de production
The Doctor's Dilemma a été produit pour la première fois le 20 novembre 1906 au Royal Court Theatre.
L'actrice Katharine Cornell a produit la pièce à Broadway en 1941, avec elle-même et Raymond Massey.
En 1942, Binkie Beaumont a produit la pièce comme un véhicule pour Vivien Leigh . Après une tournée en province pendant six mois, il a ouvert ses portes dans le West End de Londres au Theatre Royal Haymarket où il a duré plus d'un an.
Une adaptation cinématographique de la pièce, avec le même titre, a été réalisée en 1958, mise en scène par Anthony Asquith, avec Leslie Caron et Dirk Bogarde.
La plus récente reprise de haut niveau de la pièce (2012) a eu lieu sur la scène Lyttelton au National Theatre de Londres. La production a été dirigée par Nadia Fall, avec Aden Gillett jouant le médecin éponyme, Genevieve O'Reilly dans le rôle de Jennifer Dubedat et Tom Burke dans le rôle de Louis Dubedat. La production a reçu des critiques médiocres,.